# Julius Usinger

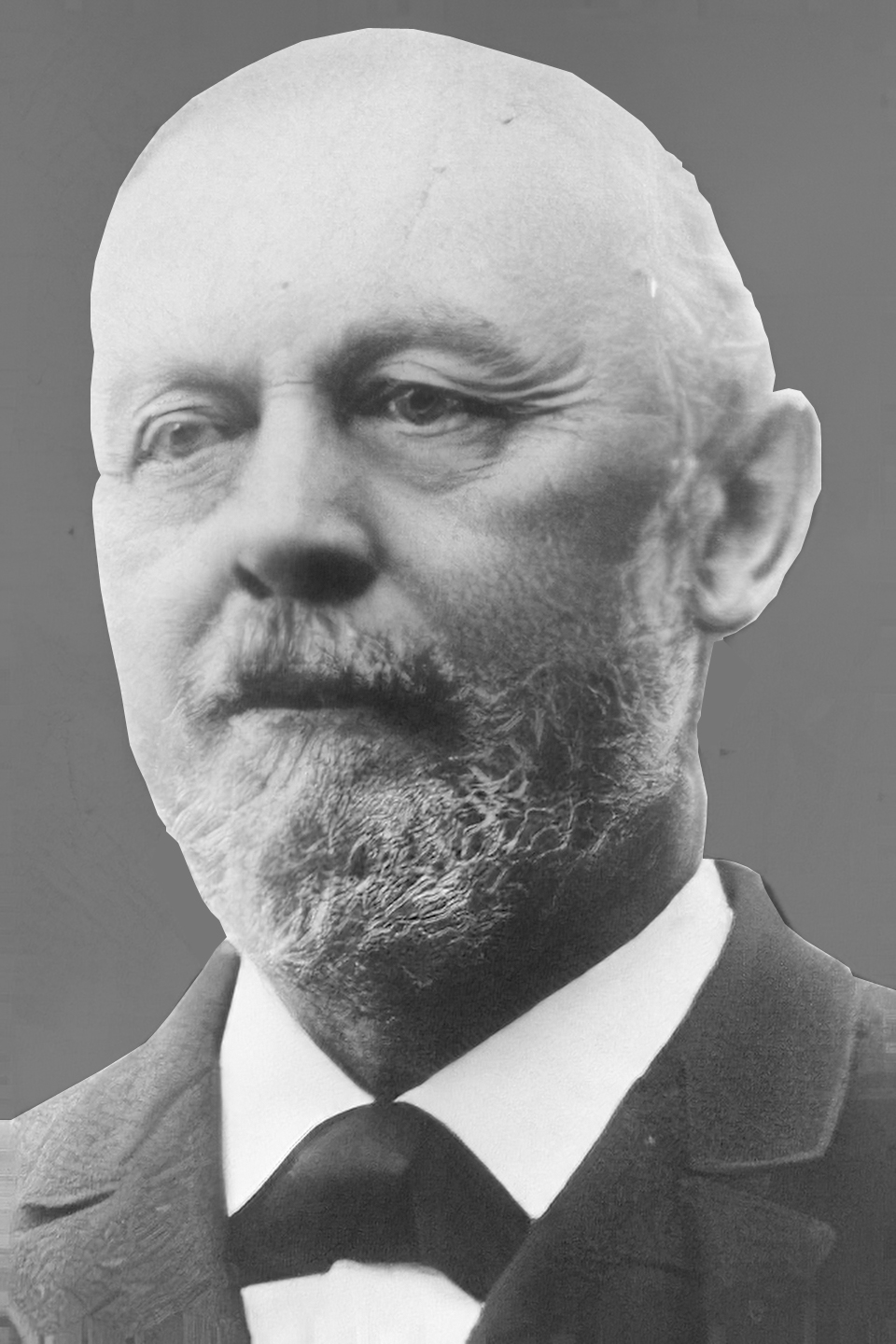
Julius Usinger

Julius Wilhelm Philipp Usinger (* 20. Februar 1828 in Lampertheim; † 19. Februar 1902 Darmstadt) war hessischer Beamter und Abgeordneter der Zweiten Kammer der Landstände des Großherzogtums Hessen.

## Familie
Seine Eltern waren der Ludwig Friedrich Usinger, Lehrer in Lampertheim und Wimpfen, und dessen Frau Karoline Christine Catharina, geborene Franz. Die Familie war evangelisch.
Julius Usinger heiratete 1857 Luise Jeanette Müller (1831–nach 1882), Tochter des Gerbereibesitzers und Weinhändlers Johannes Müller in Bensheim und von Jeanette Philippine, geborene Guntrum. Luise war römisch-katholisch. Die gemeinsame Tochter Elisabeth (1858–1910) heiratete den Zigarrenfabrikanten und Abgeordneten Louis Auler (1853–1922). Julius Usinger ist in Bensheim begraben.

## Karriere
Julius Usinger studierte Rechtswissenschaft an der Universität Gießen. Während des Wintersemesters 1845/46 wurde er Mitglied der Burschenschaft Allemannia Gießen. Er schloss das Studium 1849 mit der Promotion zum Dr. jur. ab und wurde noch 1849 Akzessist. 1859 erhielt er eine bezahlte Stelle als Assessor im Kreis Bensheim, dann im Kreis Groß-Gerau und im Kreis Offenbach. 1872 wurde er Kreisrat des Kreises Bensheim. 1888 wechselte er als Ministerialrat in das Ministerium des Innern. 1898 wurde er pensioniert.

## Weitere Engagements
Von 1872 bis 1878 gehörte er während des 21. und 22. Landtags der Zweiten Kammer der Landstände an. Er wurde für den Wahlbezirk Starkenburg 16/Offenbach-Land gewählt.

## Ehrungen
- 1882 Ehrenbürger von Lampertheim[7]
- 1888 Ehrenbürger von Bensheim[8]
- 1898 Geheimrat[9]